# Otto Birma
Otto Birma (též uváděn jako Ota Birma, 10. října 1892 Štěchovice – 1953) byl český sochař a výtvarník, příslušník československých legií v Rusku, účastník Ruské občanské války a tzv. Sibiřské anabáze. Působil zejména v jižních Čechách, kde mj. vytvořil řadu legionářských pomníků. 

## Život

### Mládí
Narodil se ve Štěchovicích nad Vltavou. Absolvoval Akademii výtvarných umění v Praze, byl žákem J. V. Myslbeka a Jana Štursy.

### Československé legie
Když roku 1914 Rakousko-Uhersko vyhlásilo válku Srbsku a následně tak vstoupilo do válečného stavu s Ruskem, byl odveden do rakousko-uherské armády a odvelen na východní frontu. Roku 1916 byl zajat, v Rusku následně vstoupil do československých legií a přidělen k 1. československému střeleckému pluku Mistra Jana Husi, načež prodělal důstojnický kurz. S plukem pak absolvoval všechna jeho bojová nasazení, včetně bitvy u Zborova, Sibiřské anabáze a obsazení Transsibiřské magistály, aby bylo možné vrátit se lodní cestou přes přístav ve Vladivostoku do nově vzniklého Československa. Roku 1919 dosáhl hodnosti podporučíka.

### V Československu

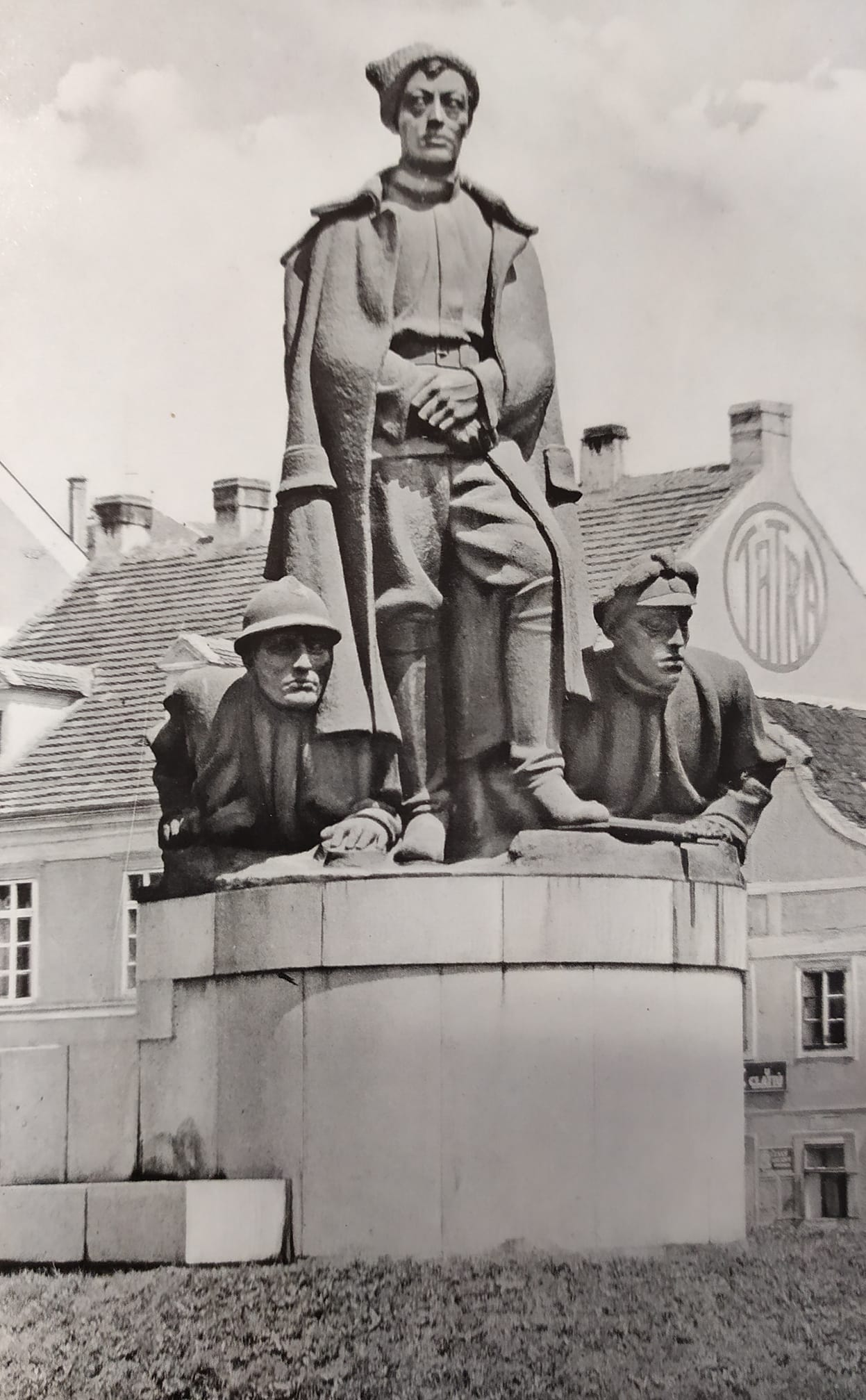
Otto Birma: Pomník Josefa Jiřího Švece v Českých Budějovicích (odhalen 1928, odstraněn 1939)

Po návratu do vlasti lodním transportem na lodi Traz os Montes v lednu 1920 setrval v armádě. Zároveň se činně věnoval sochařskému řemeslu, tvořil především díla spjatá s legionáři. Realizoval mj. pomník plukovníka J. J. Ševce v Jindřichově Hradci, pomník generála Štefánika v Písku, Zborovský pomník v kasárnách pěšího pluku 1. v Českých Budějovicích či pomník plukovníka J. J. Ševce na Senovážném náměstí tamtéž. Mj. představil sérii svých prací na výstavě Památníku Odboje v refektáři Klementina v červnu 1927. Stal se též spoluzakladatelem Spolku jihočeských výtvarníků, s nímž se zúčastnil mnoha výstav. V roce 1931 byl již v hodnosti majora přidělen k Památníku Osvobození a pověřen vedením vojenských historických sbírek v Invalidovně v Praze.

### Úmrtí
Otto Birma zemřel roku 1953. 

### Ocenění
V Rusku byl oceněn Křížem sv. Jiří IV. stupně, v Československu pak obdržel Československý válečný kříž, Československou revoluční medaili a Medaili vítězství. 